# 4694 Festou
4694 Festou је астероид главног астероидног појаса чија средња удаљеност од Сунца износи 2,719 астрономских јединица (АЈ).
Апсолутна магнитуда астероида је 12,7.